# ظریفه طبریه
ظریفه طبریه با کنیهٔ ام‌محمد یا ام‌کرام (؟ -۱۴ ژانویه ۱۱۳۸، بلخ) (نسب: ظریفه بنت ابوالحسن، مأمونی طبری) بانوی محدث ایرانی طبرستانی بود که بیشتر در خراسان، در بلخ زیست. فرزندش محمد نیز از محدثان به نام بوده است. از ابوالمحاسن عبدالواحد رویانی در طبرستان حدیث فراگرفت. سمعانی از او در بلخ سماع حدیث داشته اشت و او را «بانویی نیکوکار، پاکدامن و دانا» وصف نموده است. ظریفه در روز جمعه ۳۰ ربیع‌الثانی ۵۳۴ق درگذشت.